# Comté du Libéria

Carte du Liberia, divisé en comtés.

Les comtés du Liberia sont la plus grande division administrative du pays. Depuis 2005, il y a quinze comtés au Liberia.

## Liste des comtés
| Drapeau | Comté            | Capitale     | Population (recensement du 1er février 1984) | Année de création | Localisation |
| ------- | ---------------- | ------------ | -------------------------------------------- | ----------------- | ------------ |
|         | Bomi             | Tubmanburg   | 66 420                                       | 1984              |              |
|         | Bong             | Gbarnga      | 255 813                                      | 1964              |              |
|         | Gbarpolu         | Bopolu       | -                                            | 2001              |              |
|         | Grand Bassa      | Buchanan     | 159 648                                      | 1839              |              |
|         | Grand Cape Mount | Robertsport  | 79 322                                       | 1844              |              |
|         | Grand Gedeh      | Zwedru       | 102 810                                      | 1964              |              |
|         | Grand Kru        | Barclayville | 46 791                                       | 1984              |              |
|         | Lofa             | Voinjama     | 247 641                                      | 1964              |              |
|         | Margibi          | Kakata       | 97 992                                       | 1985              |              |
|         | Maryland         | Harper       | 85 267                                       | 1857              |              |
|         | Montserrado      | Bensonville  | 544 878                                      | 1839              |              |
|         | Nimba            | Sanniquellie | 313 050                                      | 1964              |              |
|         | River Cess       | River Cess   | 37 849                                       | 1985              |              |
|         | River Gee        | Fish Town    | -                                            | 2000              |              |
|         | Sinoe            | Greenville   | 64 147                                       | 1843              |              |